# 1991 (Azealia Banks)
1991 è un EP della rapper statunitense Azealia Banks, pubblicato il 28 maggio 2012 nel Regno Unito ed anticipato dal singolo di successo 212.

## Antefatti
Originalmente previsto per il 17 aprile 2012, la pubblicazione di 1991 è stata ritardata a causa del cambiamento di manager avvenuto il 13 aprile. La copertina e la lista dei brani furono poi pubblicati online il 15 maggio, con la conferma che il disco sarebbe stato pubblicato il 28 maggio nel Regno Unito.
Originalmente la tracklist prevedeva tre canzoni: il singolo 212, 1991 e Grand Prix. La tracklist è stata quindi aggiornata, a seguito del ritardo di pubblicazione, facendo diventare l'EP da un disco con tre tracce ad uno con quattro, nel quale le tracce Liquorice e Van Vogue sostituiscono Grand Prix.

## Accoglienza
| Recensione    | Giudizio |
| ------------- | -------- |
| AllMusic      | [ 1 ]    |
| Pitchfork     | (7.7/10) |
| Rolling Stone |          |
| Metacritic    | (81/100) |

1991, ha ricevuto recensioni generalmente positive dai critici musicali. Per il sito di recensioni Metacritic, l'EP ha raggiunto un punteggio di 81 su 100, basato su 8 recensioni, che segnala "acclamazione generale".
Il redattore di AllMusic David Jeffries sottolineò la "meraviglia lirica" della Banks e definì il disco un "breve ventata di house-rap".

## Tracce
1. 1991 – 3:30 (Azealia Banks, Kevin James, Travis Stewart)
2. Van Vogue – 5:57 (Azealia Banks, Travis Stewart)
3. 212 (feat. Lazy Jay) – 3:24 (Azealia Banks, Jef Mertens)
4. Liquorice – 3:17 (Azealia Banks, Matthew Cutler)

## Classifiche
| Classifica (2010)         | Posizione massima |
| ------------------------- | ----------------- |
| Australia (Urban)         | 18                |
| Regno Unito               | 79                |
| Stati Uniti               | 133               |
| Stati Uniti (Heatseekers) | 1                 |
| Stati Uniti (R&B/Hip-Hop) | 17                |
| Stati Uniti (Rap)         | 12                |

## Date di pubblicazione
| Paese       | Data di pubblicazione | Formato           | Etichetta  |
| ----------- | --------------------- | ----------------- | ---------- |
| Regno Unito | 28 maggio 2012        | Download digitale | Polydor    |
| Stati Uniti | 29 maggio 2012        | Download digitale | Interscope |
| Stati Uniti | 12 giugno 2012        | CD                | Interscope |